# Darryl Middleton
Pour les articles homonymes, voir Middleton.
Darryl Middleton, né le 21 juillet 1966 à New York, est un entraîneur et joueur américano-espagnol de basket-ball, évoluant aux postes d'ailier fort et de pivot.
Bien que sélectionné par les Hawks d'Atlanta en 68e position lors de la draft 1988 de la NBA, cet ailier fort et pivot ne joue jamais en National Basketball Association. Il rejoint l'Europe où il devient l'un des meilleurs joueurs du continent.
Il évolue en Turquie, en Italie puis en Espagne dont deux saisons au FC Barcelone, couronnées de deux titres de Champion d'Espagne. Après avoir évolué pendant quatre autres saisons en Liga ACB, il rejoint la ligue grecque, évoluant pour le club athénien du  Panathinaïkos. Après une finale de Suproligue en 2001, il remporte la saison suivante l'Euroligue.
Après cinq saisons en Espagne, il rejoint de nouveau la Liga ACB, pays dont il possède désormais le passeport.
Il est ensuite entraîneur adjoint au CSKA Moscou.

## Palmarès

### Club
- Vainqueur de l'Euroligue: 2002
- Finaliste de l'Suproligue 2001
- Champion d'Espagne 1995, 1996
- Champion de Grèce 2001, 2003
- Vainqueur de la Coupe de Grèce 2003

### Distinction personnelle
- Désigné meilleur joueur de la Liga ACB 1992, 1993, 2000